# جونتا دي فايلالبا دي لوسا
بلدية جونتا دي فايلالبا دي لوسا (بالإسبانية: Junta de Villalba de Losa)‏, هي إحدى بلديات مقاطعة برغش, التي تقع في منطقة قشتالة وليون, والتي تقع في شمال غرب إسبانيا.
يبلغ عدد سكانها 97 نسمة وفقاً لإحصائية سنة (2002).

## توأمة
لجونتا دي فايلالبا دي لوسا اتفاقيات توأمة مع:
- سانتا في (19 نوفمبر 2008 - )[7]